# Brasilien i olympiska sommarspelen 1984
Brasilien deltog i de olympiska sommarspelen 1984 med en trupp bestående av 151 deltagare, och totalt tog landet 8 medaljer.

## Basket
Herrar
Gruppspel
| Nr | Lag          | S | V | O | F | GM  | IM  | MS   | P  |
| -- | ------------ | - | - | - | - | --- | --- | ---- | -- |
| 1  | Jugoslavien  | 5 | 5 | 0 | 0 | 457 | 366 | +91  | 10 |
| 2  | Italien      | 5 | 4 | 0 | 1 | 437 | 363 | +74  | 9  |
| 3  | Australien   | 5 | 3 | 0 | 2 | 383 | 403 | −20  | 8  |
| 4  | Västtyskland | 5 | 2 | 0 | 3 | 384 | 376 | +8   | 7  |
| 5  | Brasilien    | 5 | 1 | 0 | 4 | 401 | 423 | −22  | 6  |
| 6  | Egypten      | 5 | 0 | 0 | 5 | 349 | 480 | −131 | 5  |

## Bågskytte
Herrarnas individuella
- Renato Emilio — 2363 poäng (44:e plats)

## Fotboll
Herrar
Gruppspel
|              | Spelade | Vinster | Oavgjorda | Förluster | Gjorda mål | Insläppta mål | Poäng |
| ------------ | ------- | ------- | --------- | --------- | ---------- | ------------- | ----- |
| Brasilien    | 3       | 3       | 0         | 0         | 6          | 1             | 6     |
| Västtyskland | 3       | 2       | 0         | 1         | 8          | 1             | 4     |
| Marocko      | 3       | 1       | 0         | 2         | 1          | 4             | 2     |
| Saudiarabien | 3       | 0       | 0         | 3         | 1          | 10            | 0     |

Slutspel
|  | Kvartsfinal                    | Kvartsfinal                    |                                |       | Semifinal                      | Semifinal                      |   |  | Final | Final |
|  |                                |                                |                                |       |                                |                                |   |  |       |       |
|  | 5 augusti 1984 - Pasadena, CA  |                                |                                |       |                                |                                |   |  |       |       |
|  |                                |                                |                                |       |                                |                                |   |  |       |       |
|  | Frankrike                      | 2                              |                                |       |                                |                                |   |  |       |       |
|  | Frankrike                      | 2                              | 8 augusti 1984 - Pasadena, CA  |       |                                |                                |   |  |       |       |
|  | Egypten                        | 0                              |                                |       |                                |                                |   |  |       |       |
|  | Egypten                        | 0                              | Frankrike (förlängning)        | 4     |                                |                                |   |  |       |       |
|  | 6 augusti 1984 - Pasadena, CA  |                                | Frankrike (förlängning)        | 4     |                                |                                |   |  |       |       |
|  |                                | Jugoslavien                    | 2                              |       |                                |                                |   |  |       |       |
|  | Jugoslavien                    | Jugoslavien                    | 2                              | 5     |                                |                                |   |  |       |       |
|  | Jugoslavien                    |                                | 11 augusti 1984 – Pasadena, CA | 5     |                                |                                |   |  |       |       |
|  | Västtyskland                   | 2                              |                                |       |                                |                                |   |  |       |       |
|  | Västtyskland                   | 2                              | Frankrike                      | 2     |                                |                                |   |  |       |       |
|  | 5 augusti 1984 – Palo Alto, CA |                                | Frankrike                      | 2     |                                |                                |   |  |       |       |
|  |                                | Brasilien                      | 0                              |       |                                |                                |   |  |       |       |
|  | Italien (förlängning)          | Brasilien                      | 0                              | 1     |                                |                                |   |  |       |       |
|  | Italien (förlängning)          | 8 augusti 1984 – Palo Alto, CA |                                | 1     |                                |                                |   |  |       |       |
|  | Chile                          | 0                              |                                |       |                                |                                |   |  |       |       |
|  | Chile                          | 0                              | Italien                        | 1     | Bronsmatch                     | Bronsmatch                     |   |  |       |       |
|  | 6 augusti 1984 - Palo Alto, CA |                                | Italien                        | 1     | Bronsmatch                     | Bronsmatch                     |   |  |       |       |
|  |                                | Brasilien (förlängning)        | 2                              |       | 10 augusti 1984 - Pasadena, CA | 10 augusti 1984 - Pasadena, CA |   |  |       |       |
|  | Brasilien (straffar)           | Brasilien (förlängning)        | 2                              | 1 (5) | 10 augusti 1984 - Pasadena, CA | 10 augusti 1984 - Pasadena, CA |   |  |       |       |
|  | Brasilien (straffar)           |                                |                                |       |                                | Jugoslavien                    | 2 |  |       |       |
|  | Kanada                         | 1 (3)                          |                                |       |                                | Jugoslavien                    | 2 |  |       |       |
|  | Kanada                         | 1 (3)                          | Italien                        | 1     |                                |                                |   |  |       |       |
|  |                                |                                | Italien                        | 1     |                                |                                |   |  |       |       |

## Friidrott
Herrarnas 400 meter
- Gerson Souza
  - Heat — 47,02
  - Kvartsfinal — 46,65 (→ gick inte vidare)

- Evaldo Rosa Silva
  - Heat — 47,55 (→ gick inte vidare)

- Wilson David Santos
  - Heat — 47,55 (→ gick inte vidare)

Herrarnas 5 000 meter
- José João da Silva
  - Heat — 14:03,44 (→ gick inte vidare)

Herrarnas 10 000 meter
- José João da Silva
  - Kval — 29:10,52 (→ gick inte vidare)

Herrarnas maraton
- Eloi Schleder — 2:16:35 (→ 23:e plats)

Herrarnas stavhopp
- Tom Hintnaus
  - Kval — 5,35m
  - Final — ingen notering (→ ingen placering)

Damernas 100 meter
- Esmeralda García
  - Första heatet — 11,63s
  - Andra heatet — 11,82s (→ gick inte vidare)

Damernas maraton
- Eleonora Mendonca
  - Final — 2:52:19 (→ 44:e plats)

Damernas längdhopp
- Conceição Geremias
  - Kval — 6,04 m (→ gick inte vidare, 18:e plats)

- Esmeralda García
  - Kval — 6,01 m (→ gick inte vidare, 19:e plats)

Damernas sjukamp
- Conceição Geremias
  - Resultat — fullföljde inte (→ ingen placering)